# 白介素-13受体
白细胞介素-13受体（Interleukin-13 receptor，IL13R），简称白介素-13受体，是一种I型细胞因子受体，能结合白细胞介素-13（IL13）。存在两种情况，一是由白介素-4受体α亚基（CD124）与白介素-13受体α1（CD213a1）组成，此时能除结合IL13外，还能结合白介素-4，二是由受体α1与白介素-13受体α2（CD213a2）组成，此时以非常高的亲和力结合IL-13，但不允许IL-4结合。